# Bob Marley: One Love
Bob Marley: One Love – amerykański dramat biograficzny z 2024 roku, oparty na życiu piosenkarza i autora tekstów reggae Boba Marleya, granego przez Kingsleya Ben-Adira. Film opisuje historię życia Marleya od chwili dojścia do sławy w połowie lat 70. aż do śmierci w 1981 roku. Film wyreżyserował Reinaldo Marcus Green, który napisał scenariusz wspólnie z Terencem Winterem, Frankiem E. Flowersem i Zachem Baylinem. W rolach głównych występują także Lashana Lynch jako Rita Marley i James Norton jako Chris Blackwell. Zdjęcia kręcono w Kingston i w Londynie.
Bob Marley: One Love miał premierę w kinie Carib 5 w Kingston na Jamajce 23 stycznia 2024 r., wydany był w Stanach Zjednoczonych przez Paramount Pictures 14 lutego 2024 r. Otrzymał mieszane recenzje krytyków i zarobił na całym świecie ponad 124 miliony dolarów. W Polsce film miał premierę 16 lutego.

## Obsada
- Kingsley Ben-Adir jako Bob Marley
  - Quan-Dajai Henrique jako nastoletni Bob
  - Nolan Collignon jako młody Bob
- Lashana Lynch jako Rita Marley
  - Nia Ashi jako nastoletnia Rita
- James Norton jako Chris Blackwell
- Tosin Cole jako Tyrone Downie
- Aston Barrett Jr. jako Aston "Family Man" Barrett
- Anthony Welsh jako Don Taylor
- Sevana jako Judy Mowatt
- Hector Lewis jako Carlton Carly Barrett
- Michael Gandolfini jako Howard Bloom
- Nadine Marshall jako Cedella Booker
- Umi Myers jako Cindy Breakspeare
- Naomi Cowan jako Marcia Griffiths[10][11]